# Baeckeoffe

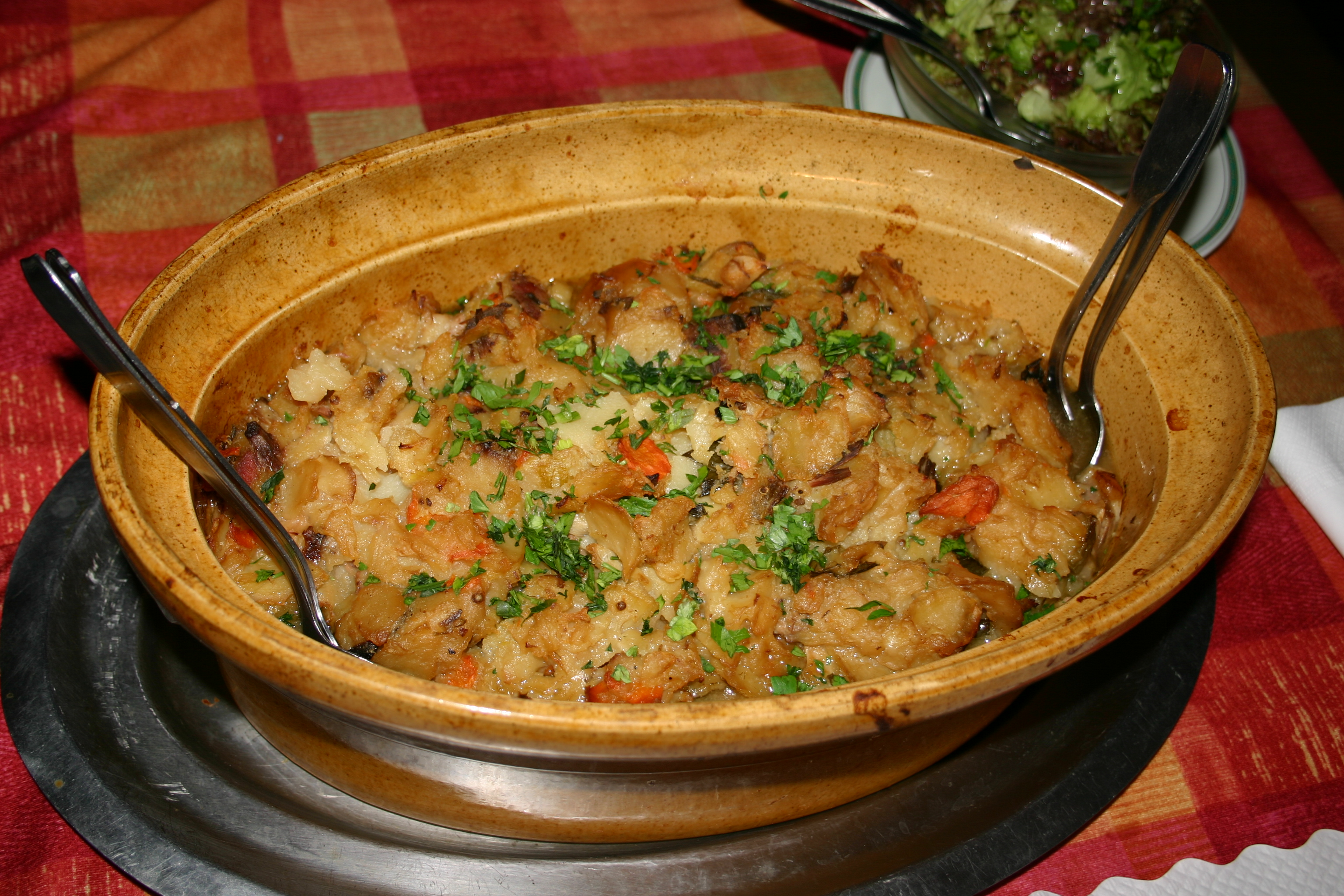
Baeckeoffe-Eintopf

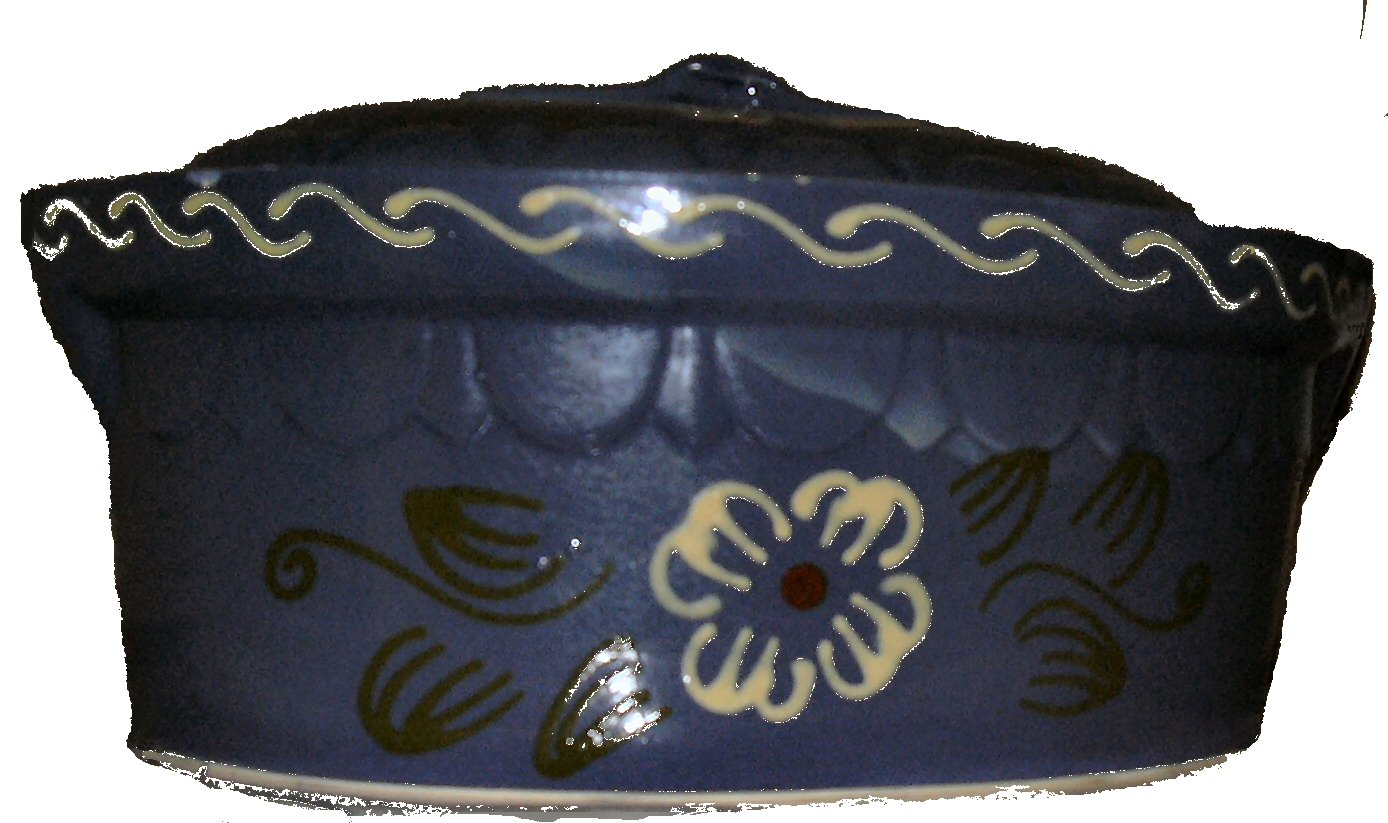
Traditionelle Terrine

Baeckeoffe, auch Baeckoffe oder Baeckeoffa („Bäckerofen“), ist ein elsässisches Gericht.
Typischerweise werden dafür Rind-, Lamm- und Schweinefleisch sowie gegebenenfalls Schweinefüße in trockenem Weißwein mit verschiedenen Gemüsen mindestens 12 Stunden mariniert und anschließend zwei bis drei Stunden im Ofen zusammen mit Zwiebeln, Kartoffeln, Möhren und Porree gegart. Die Zubereitung erfolgt in Tonterrinen.
Das Gericht erhielt seinen Namen vom Backofen des Bäckers. Dorthin brachten früher die Frauen des Dorfes ihre Terrinen, wenn ihnen die Arbeit wenig Zeit zum Kochen ließ, und um die Restwärme seines Ofens auszunutzen. Um das unbefugte Öffnen der Terrine bis zur Abholung zu verhindern, wurde die Terrine vor der Ablieferung beim Bäcker mit einem Ring aus Brotteig auf dem Deckel versiegelt.